# Macaranga robinsonii
Macaranga robinsonii är en törelväxtart som beskrevs av Elmer Drew Merrill. Macaranga robinsonii ingår i släktet Macaranga och familjen törelväxter. Inga underarter finns listade i Catalogue of Life.